# Ontologia celular
A Ontologia Celular é uma ontologia que visa capturar a diversidade de tipos de células em animais. Faz parte da Open Biomedical and Biological Ontologies (OBO) Foundry. Os identificadores e a estrutura organizacional da Ontologia Celular são usados para anotar dados no nível dos tipos de células, por exemplo, em estudos de RNA-seq unicelulares. É um recurso importante na construção do Atlas da Célula Humana.
A Ontologia Celular foi descrita pela primeira vez em um artigo acadêmico em 2005.